# 마나카라

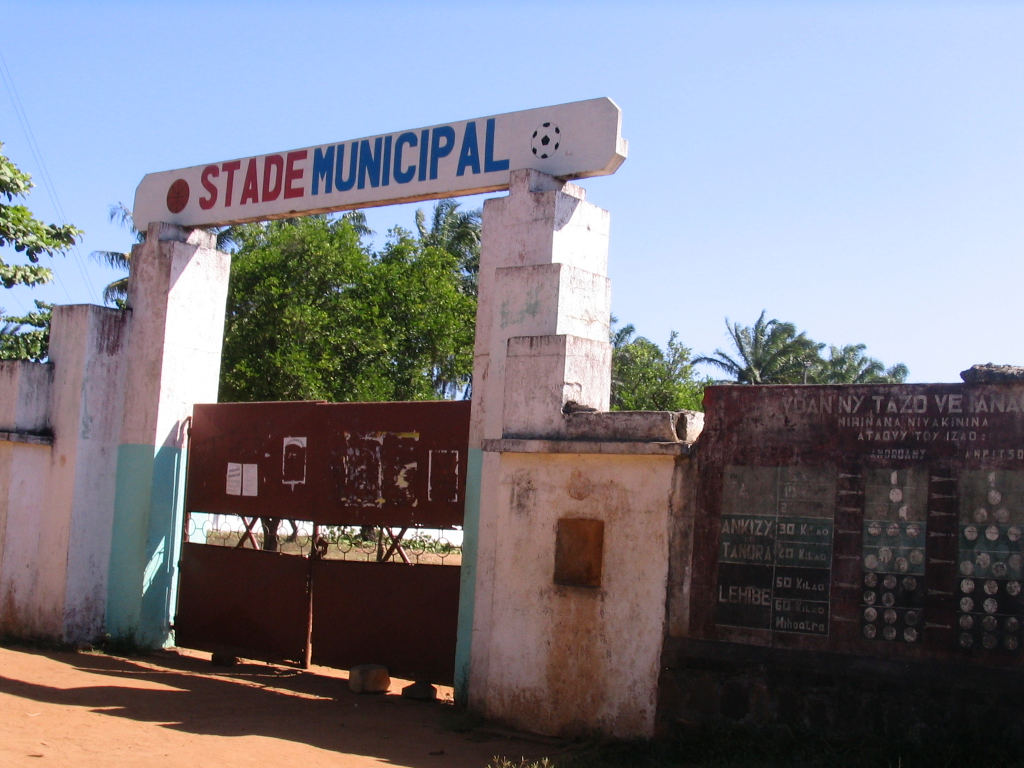

마나카라(Manakara)는 마다가스카르의 도시이다. 2010년 기준 인구는 37,928명이다. 마다가스카르 섬 동부에 위치해 있으며, 인도양에 접한 항구 도시이다. 피아나란초아 주에 속해 있으며, 지방 행정부 소재지이다. 해안을 따라서 위치한 팡갈랑 운하로 북쪽의 도시들과 남쪽의 도시들과 연결되어 있다. 또한, 철도가 있어 교통의 요충지 역할을 하는 도시이다.